# The Power to Believe
The Power to Believe ist das dreizehnte und letzte Studioalbum der Progressive-Rock-Formation King Crimson, welches im Jahr 2003 veröffentlicht wurde.

## Musik
Das in vier Abschnitte aufgeteilte Titelstück The Power to Believe, welches bis auf eine mittels Vocoder verfremdete kurze Gesangspassage durchweg instrumental gehalten ist, dominiert das Album durch seine wiederkehrende Präsenz. Bereits auf den Alben In The Wake Of Poseidon (1970), Larks’ Tongues in Aspic (1973) und Thrak (1994) wurde konvergierend mit den Stücken Peace (A Beginning, A Theme, An End), Larks’ Tongues in Aspic (Part One, Part Two) und Vrooom (Vrooom, Vrooom Vrooom und Vrooom Vrooom:Coda) eine Aufspaltung zusammenhängender musikalischer Passagen auf einem Album vorgenommen. Der Abschnitt Part II: Power Circle des Titelstücks repräsentiert mit den diametral gestalteten Klangflächen sowie durch Percussion dominierte Abschnitte den Kern der gesamten Komposition.
Prägend für den Stil King Crimsons der 1990er und 2000er Jahre ist die Kombination von vorherrschenden Gitarrenriffs mit elektronischem Schlagzeug, wie die Stücke Facts of Life und Happy With What You Have to Be Happy With exemplifizieren. Durch die Fusion mit polyrhythmisch versetzten, oftmals ungeraden Taktarten, ins atonale abweichende Harmonien und dem Einsatz von arpeggierten musikalischen Motiven spannen die Titel Level Five, EleKtriK und Dangerous Curves den Bogen zum bisweilen jazzig bzw. minimalistischen Stil der Gruppe aus den 1970er und 1980er Jahren.
Bandleader Fripp verdeutlicht vor allem mit dem zynischen Stück Happy With What You Have to Be Happy With seine Inspiration durch die Band Tool, indem er ähnliche chromatische Riffs verwendet.

## Trackliste
1. The Power to Believe - Part I: A Capella (Adrian Belew) – 0:44
2. Level Five (Belew, Robert Fripp, Trey Gunn, Pat Mastelotto) – 7:14
3. Eyes Wide Open (Belew, Fripp, Gunn, Mastelotto) – 4:11
4. Elektrik (Belew, Fripp, Gunn, Mastelotto) – 7:59
5. Facts of Life (Intro) (Belew, Fripp, Gunn, Mastelotto) – 1:38
6. Facts of Life (Belew, Fripp, Gunn, Mastelotto) – 5:05
7. The Power to Believe - Part II: Power Circle (Belew, Fripp, Gunn, Mastelotto) – 7:43
8. Dangerous Curves (Belew, Fripp, Gunn, Mastelotto) – 6:42
9. Happy With What You Have to Be Happy With (Belew, Fripp, Gunn, Mastelotto) – 3:17
10. The Power to Believe - Part III (Belew, Fripp, Gunn, Mastelotto) – 4:09
11. The Power to Believe - Part IV: Coda (Fripp) – 2:29

## Vorabveröffentlichungen und Live-Versionen
Bereits auf den vorab veröffentlichten EPs Level Five (2001) und Happy With What You Have to Be Happy With (2002) sind alternative bzw. Liveversionen der Titel Dangerous Curves, Level Five, Happy with what you have to be happy with und Eyes wide open zu hören.
Auf der DVD Eyes Wide Open (2003) sowie dem Livealbum EleKtrik (Live in Japan 2003) hat man mit The Power To Believe I: (A Cappella), Level Five, Happy With What You Have To Be Happy With, Elektrik, Facts Of Life, The Power To Believe II (Power Circle) und Dangerous Curves Titel des Albums berücksichtigt.
Level Five ist sowohl auf The Elements of King Crimson. 2014 Tour Box (2014) und Live in Toronto (November 20th 2015) (2016) enthalten.

## Chartplatzierungen
Das Album erreichte im gleichen Jahr den 65. Platz in den deutschen Albumcharts.
| ChartsChartplatzierungen       | Höchstplatzierung | Wochen |
| ------------------------------ | ----------------- | ------ |
| Deutschland (GfK)              | 65 (1 Wo.)        | 1      |
| Vereinigte Staaten (Billboard) | 150 (1 Wo.)       | 1      |